# 총통 (관직)
총통(總統)은 국가의 원수(元首)를 가리키는 명칭 중 하나이다.
- 중화권에서는 대통령을 총통(總統)이라고 부른다.
  - 중화민국의 총통 - 중화민국의 최고 관직.
- 베트남 공화국에서는 대통령을 총통이라고 직역하기도 한다.
- 나치 독일의 국가 원수 아돌프 히틀러의 호칭이었던 퓌러(Führer)를 총통으로 번역하기도 한다.
- 스페인국의 국가 원수 프란시스코 프랑코의 호칭이었던 카우디요(Caudillo)를 총통으로 번역하기도 한다.
- 이탈리아 왕국의 총리 베니토 무솔리니의 호칭이었던 두체(Duce)를 총통으로 번역하기도 한다.

## 같이 보기
- 국가원수